# Bendisodes
Bendisodes é um gênero de traça pertencente à família Arctiidae.